# Death Horizon: Reloaded
Death Horizon: Reloaded — зомби-шутер с видом от первого лица для устройств виртуальной реальности. Релиз игры состоялся 26 сентября 2019 года. Игра доступна для Oculus Quest, в разработке версии для Oculus Rift, HTC Vive, PlayStation VR.
Является продолжение игры Death Horizon, которая вышла 21 сентября 2017 года для платформ Oculus Go и Samsung Gear VR.

## Сюжет
Протагонист попадает на заброшенную исследовательскую станцию «Горизонт», где ему предстоит множество сражений с ордами зомби. В пути игроку помогает неизвестный, наблюдающий за ним через систему видеокамер исследовательского комплекса и дающий голосовые подсказки. На поздних уровнях голос неожиданно начинает мешать прохождению. В финале сюжетной линии герой игры встретится с загадочным помощником и узнает свою главную тайну.

## Игровой процесс
Игрок может свободно перемещаться по уровню и выбирать разные варианты прохождения. Благодаря использованию двух контроллеров Oculus Quest персонаж взаимодействует с игровыми предметами и оружием двумя руками, а также использует для передвижения трубы, тросы, лестницы. Два контроллера применяются и при стрельбе: например, можно эффектно перезаряжать дробовик двумя руками или стрелять из пистолета, второй рукой держась за трос.

## Разработка
Разработчиком является компания Dream Dev Studio. Игра разрабатывалась специально для VR платформ и доступна для Oculus Quest. В разработке также версии для Oculus Rift, HTC Vive, PlayStation VR, Pico NEO 2.
После выхода игры была анонсирована разработка многопользовательского режима. Выход мультиплеера Death Horizon: Reloaded запланирован на 2020 год.

## Отзывы
| Иноязычные издания | Иноязычные издания |
| Издание            | Оценка             |
| ------------------ | ------------------ |
| 6DOF Reviews       | 7/10               |
| Real o Virtual     | 6/10               |
| VR Italia          | 6,3/10             |
| The VR Shop        | 85/100             |
| NWTV               | 3/5                |

Игра получила средние оценки критиков и заняла 36 место в списке 80 лучших игр для Oculus Quest.